# Emily Sartain
Emily Sartain, née le 17 mars 1841 et morte le 17 juin 1927, est une peintre et graveuse américaine. Elle est la première femme en Europe et aux États-Unis à pratiquer l'art de la gravure à la manière noire et la seule femme à remporter une médaille d'or à l'Exposition universelle de 1876 à Philadelphie. Sartain devient une éducatrice d'art reconnue à l'échelle nationale et dirige l'école de design pour femmes de Philadelphie de 1866 à 1920. Son père, John Sartain et trois de ses frères, William, Henry et Samuel sont des artistes. Avant d'entrer à l'Académie des Beaux-Arts de Pennsylvanie et d'étudier à l'étranger, son père l'emmène faire un Grand Tour d'Europe. Elle aide à fonder le New Century Club pour les femmes professionnelles qui travaillent, ainsi que les clubs d'art professionnels pour femmes, The Plastic Club et The Three Arts Club.

## Biographie
Emily Sartain naît à Philadelphie en Pennsylvanie, le 17 mars 1841. Elle est la cinquième des huit enfants du maître imprimeur de Philadelphie et éditeur du Sartain's Magazine John Sartain et de Susannah Longmate Swaine Sartain.
En 1858, Sartain est diplômée de la Philadelphia Normal School et enseigne ensuite jusqu'à l'été 1862. John Sartain enseigne l'art à sa fille, y compris la technique de gravure à la manière noire qu'il a remis au goût du jour. C'est un procédé privilégié en Angleterre qui crée des impressions de peintures de haute qualité. John Sartain croit en l'égalité des chances pour les femmes et encourage sa fille à poursuivre une carrière. Il hypothèque sa maison et lui donne une « éducation de gentleman » en beaux-arts, l'emmenant faire un grand tour d'Europe à partir de l'été 1862. Ils commencent à Montréal et au Québec puis naviguent vers l'Europe. Elle aime la campagne anglaise, les vieilles villes du monde, notamment Florence et Édimbourg, le Louvre ; les peintures de la Renaissance italienne et des artistes comme Dante et la graveuse Elena Perfetti. Elle part à Venise pour rendre visite à William Dean Howells et son épouse Elinor Mead Howells, elle aussi peintre. Sartain décide au cours du voyage de devenir artiste. Pendant leurs voyages, les Sartain apprennent que William Sartain s'est enrôlé pendant la guerre civile (1861-1865) et retournent ensuite précipitamment aux États-Unis lorsqu'ils apprennent que l'armée des États confédérés est entrée à Chambersburg, en Pennsylvanie qui est 158 miles (254.276 km) à l'ouest de Philadelphie.
Parmi les enfants de John et Susannah Sartain, Samuel (1830-1906), Henry (1833-1895), William Sartain (1843-1925) et Emily, sont des peintres et graveurs, débutant ainsi l'héritage des artistes et graveurs de la famille Sartain. Sartain sollicite l'avis de son père sur son travail tout au long de sa carrière et bénéficie de son soutien et de ses relations. Elle perpétue la technique de gravure à la manière noire qu'il lui a enseignée. Sartain vit avec ses parents jusqu'à l'âge adulte,, les soutenant et prenant soin d'eux dans leurs dernières années. En 1886, ses parents emménagent dans ses quartiers d'habitation à la Philadelphia School of Design for Women.

### Éducation
Portraitiste et graveuse, Emily Sartain étudie avec Christian Schussele et son père, John Sartain, à la Pennsylvania Academy of the Fine Arts,. Elle rencontre Thomas Eakins à l'académie  et entre dans ce que le biographe Henry Adams croit être la « première romance connue » d'Eakins. Leur relation amoureuse prend fin après qu'Eakins soit allé à Paris pour étudier l'art et qu'il ait succombé à ce que Sartain décrit comme « les tentations de la grande ville » mais aussi en raison de l'intérêt de Sartain pour les droits des femmes. Les deux sont restés amis pour la vie.
En 1870, Sartain rencontre Mary Cassatt à Philadelphie et l'année suivante, elles partent pour Paris, Londres, Parme et Turin pour étudier la peinture. Elles passent le premier hiver en Italie et étudient la gravure avec Carlo Raimondi, qui enseigne la gravure à l'Académie des Beaux-Arts de Parme. Sartain passe le reste du séjour de quatre ans à Paris  et étudie auprès d'Évariste-Vital Luminais. Elle partage un studio avec Jeanne Rongier. Florence Esté, amie de Sartain, travaille également occasionnellement dans le studio. Les femmes se copient et se font mutuellement des critiques et des encouragements. Deux tableaux de Sartain, un tableau de genre La Pièce de Conviction (The Reproof) et un portrait de Mlle. Del Sarte sont acceptés au salon de Paris en 1875. Sartain retourne aux États-Unis cette année-là , parce qu'elle manque d'argent. Harriet (Hattie) Judd Sartain, épouse de son frère Samuel et médecin et homéopathe à succès, avait prêté de l'argent à Emily Sartain pour ses études. Emily pense que Hattie continuera probablement à contribuer à ses frais d'éducation à Philadelphie, où les dépenses sont moins élevées et où elle vendra plus probablement ses œuvres.

## Carrière

### Début de carrière
Sartain ouvre un atelier à Philadelphie en 1875 où elle crée des peintures et des gravures. Au cours de sa carrière, elle réalise des copies de peintures des galeries espagnoles et italiennes, des portraits, des peintures de genre, et est la première femme à pratiquer l'art de la manière noire aux États-Unis et en Europe,,. Parmi ses œuvres figurent des scènes d'époque représentant des femmes soumises aux yeux baissés, comme dans Italian Woman et The Reproof . Sartain expose ses œuvres dans les villes de la côte Est des États-Unis  et est la seule femme à remporter une médaille d'or à l'Exposition universelle de 1876 à Philadelphie pour The Reproof . Elle remporte le prix Mary Smith du meilleur tableau réalisé par une femme lors des expositions de l'Académie des beaux-arts de Pennsylvanie en 1881 et 1883. Sartain travaille comme éditrice d'art pour le journal Our Continent de 1881 à 1883,. Elle est ensuite rédactrice artistique de New England Bygones (1883) d'Ellen CH Rollins. Joseph M. Pennell déclare que Sartain est « la seule femme éditrice d'art formée qu[il ait] jamais connue ». Sartain expose son travail au Palais des Beaux-Arts et au bâtiment de Pennsylvanie de l'Exposition universelle de 1893 à Chicago, dans l'Illinois.
Sartain est une New Woman progressiste qui, avec sa belle-sœur, Hattie Judd Sartain, forme l'organisation féminine, le New Century Club. On pense que Hattie l'a aidée à réaliser les commandes de portraits des médecins locaux Constantin Hering et James Caleb Jackson. En plus d'avoir financé ses études et d'être son alliée et son mentor, Hattie est également mannequin pour Sartain .

### École de design pour femmes de Philadelphie
En 1886, elle devient directrice de la Philadelphia School of Design for Women, où son père a siégé au conseil d'administration en tant que vice-président pendant des années. C'est la plus grande école d'art pour femmes du pays, où elle est, selon Henry Adams, « une pionnière en matière d'éducation avancée pour les femmes ». Sartain initie des cours de dessin d'après nature à la Philadelphia School of Design for Women, en utilisant des modèles masculins drapés et des modèles féminins nus, ce qui est rare pour les femmes artistes à l'époque. Elle crée un programme professionnel fondé sur une formation technique longue et des normes élevées. Les femmes apprennent à créer des œuvres d'art basées sur des formes humaines et tridimensionnelles. Elle forme des femmes à l'enseignement de l'art. Grâce à ses efforts, elle élève le niveau d'enseignement de l'école à celui d'une académie française  et presque à celui de l'Académie des Beaux-Arts de Pennsylvanie. Les écoles de design industriel pour femmes sont souvent considérées comme des pourvoyeuses de formes d'art inférieures, mais Sartain pense que le bon art est davantage défini par les capacités de l'artiste que par le médium et que les mêmes principes esthétiques utilisés pour juger les beaux-arts peuvent être appliqués aux arts commerciaux. Elle introduit des membres importants tels que Robert Henri, Samuel Murray et Daniel Garber dans le corps professoral de l'école. Sartain est une autorité nationale établie en matière d'éducation artistique et d'art pour les femmes en 1890,.
Elle est exposante, membre du jury des Beaux-Arts, présidente du comité de décoration du Pennsylvania Building et conférencière en éducation artistique à l'Exposition universelle de Chicago de 1893. En 1897, Emily Sartain et Alice Barber Stephens, enseignante à l'école, fondent The Plastic Club à Philadelphie,. Elle préside le club de 1899 à 1903 et de nouveau en 1904 et 1905. Sartain contribue également à la fondation du Three Arts Club. Elle s'exprime à Londres en 1899 devant la section professionnelle du Congrès international des femmes. En 1900, Sartain participe à la première conférence internationale sur l'éducation artistique à Paris. Elle est l'une des trois déléguées des États-Unis cette année-là et de nouveau en 1904 à Berne,. Son article « Valeur de la formation en design pour la femme » est publié en 1913 dans le New York Times. Elle dirige l'école de design jusqu'en 1919  ou 1920,. Sa nièce Harriet Sartain dirige l'école après sa retraite. Harriet est la fille de Henry et a été encadrée par sa tante Emily. Sartain reçoit des certificats, des médailles et des diplômes en reconnaissance de ses services rendus à l'art et à l'éducation, notamment la reconnaissance de la London Society of Literature, Science and Art.

Nina de Angeli Walls écrit :
Comme l'illustre la carrière de Sartain, les écoles d'art conféraient un statut professionnel dans un domaine culturel autrefois dominé par les hommes. Les femmes artistes ont eu recours à l’école formelle pour contrer l’accusation d’amateurisme qui leur était fréquemment adressée. Les écoles de design du XIXe siècle ont été les premières institutions à offrir une certification professionnelle aux femmes dans des carrières telles que l'éducation artistique, la conception de tissus ou l'illustration de magazines ; par conséquent, les écoles ont ouvert des voies sans précédent vers l’indépendance économique des femmes.

### Retraite
Sartain passe sa retraite à San Diego, en Californie. Au cours de sa carrière, Sartain voyage en Europe la plupart des étés et continue à voyager à l'étranger chaque année pendant sa retraite. Elle est en visite à Philadelphie lorsqu'elle meurt le 17 juin 1927,.

### Collections
- Franklin Institute of Science, Philadelphie, Pennsylvanie
  - Frédéric Fraley, vers 1930. 1891-1901 , huile [40]
- Académie des Beaux-Arts de Pennsylvanie[41] :
  - Le Christ marchant sur la mer, Emily Sartain d'après Henry Richter, 1865, manière noire, eau-forte et pointillé
  - Le Christ marchant sur l'eau, Emily Sartain d'après Charles Jalabert, 1867, gravure à la roulette
  - Ralph Waldo Emerson , Emily Sartain d'après William Henry Furness, Jr., 1871, manière noire, eau-forte, gravure et pointillé
  - Sans titre, 1887, huile sur bois
  - Welcome News, 1888, eau-forte sur chine collé
  - IS Hentchin, eau-forte, gravure, manière noire, pointillé et texture photomécanique
  - SC Huntington, eau-forte, gravure, manière noire et pointillé
  - Président Lincoln et fils, manière noire, eau-forte, gravure, pointillé et fond photomécanique
  - Son Excellence le baron Lisgar , manière noire, eau-forte, pointillé et fond photomécanique
  - Samuel Partridge, manière noire, eau-forte, gravure et pointillé
  - Alexander Thomson, Emily Sartain d'après J. C. Darley, eau-forte, gravure, manière noire et fond photomécanique
  - JW Weir, Gravure, gravure et sol photomécanique